# Adriana Peña

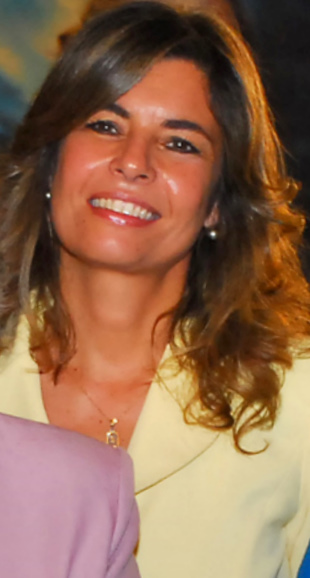
Adriana Peña

María Adriana Peña Hernández (* 9. März 1964 in Minas) ist eine uruguayische Politikerin.
Nach ihrer Schulzeit in der „Escuela Pública N° 8 ‚Guillermo Cuadri‘“ und dem „Liceo Público ‚Eduardo Fabini‘“ studierte sie an der zahnmedizinischen Fakultät der Universidad de la República (UdelaR). Nach erfolgreichem Studienabschluss 1987 arbeitete sie in ihrem Beruf als Zahnarzt im „Hospital Público ‚Dr. Alfredo Vidal y Fuentes‘“ in Minas.
Peña, die der Partido Nacional und hier seit 2008 dem Flügel der Alianza Nacional angehört, war von 1990 bis 1995 Präsidentin der Wahlkommission von Lavalleja (Junta Electoral de Lavalleja). Ab 2000 übte sie fünf Jahre lang die Funktion der Generalsekretärin der „Intendencia Municipal de Lavalleja“ aus. Bei den Wahlen vom 31. Oktober 2004 wurde sie als Abgeordnete für das Departamento Lavalleja in die Cámara de Representantes gewählt, wo sie seit 2005 Mitglied in der „Comisión de Legislación del Trabajo“ ist und die Vizepräsidentschaft übernahm. Für die Legislaturperiode 2010 bis 2015 trat sie erfolgreich zur Wiederwahl an. Im Mai 2010 gewann sie zudem die Wahl zum Amt des „Intendente Departamental“ von Lavalleja. Damit ist sie sowohl die erste Frau in der Geschichte des Departamentos als auch ihrer Partei, die ein solches Amt bekleidet.